# Claus Vogel (Mediziner)
Claus Vogel (* 18. Oktober 1945 in Leipzig) ist ein deutscher HNO-Arzt und Medizinfunktionär. Vogel erhielt 2023 mit der Paracelsus-Medaille die „höchste Auszeichnung der deutschen Ärzteschaft“.

## Leben und Wirken
Claus Vogels Vater war HNO-Arzt in eigener Praxis in Leipzig. Vogel studierte nach dem „berufspraktischen Jahr“ 1964/65 bis 1971 an der Universität Leipzig Humanmedizin. Seine Facharztausbildung zum HNO-Arzt absolvierte er bis 1976 am Universitätsklinikum Rostock. 1980 konnte er – gegen Widerstände und dem System der Polikliniken im Gesundheitswesen der DDR zuwiderlaufend – die Praxis seines Vaters in Leipzig übernehmen. 1989 war er Teilnehmer der Montagsdemonstrationen in Leipzig.
Mit der Wende und friedlichen Revolution in der DDR wurde die ambulante Fachärztliche Versorgung auf dem Gebiet der ehemaligen DDR von Polikliniken auf inhabergeführte Arztpraxen umgestellt und Vogel übernahm Aufgaben in der ärztlichen Selbstverwaltung. Er gehörte zu den Gründungsmitgliedern des Verbandes niedergelassener Ärzte in Sachsen, der später im Virchowbund aufging, und war Gründungsmitglied der Kassenärztlichen Vereinigung (KV) Sachsen, in deren Vertreterversammlung er bis 2013 Mitglied blieb. Von 2014 bis 2016 war er stellvertretender Vorstandsvorsitzender der KV. Von 1995 bis 2015 war er Mitglied der Kammersammlung und Vorstandsmitglied der Sächsischen Landesärztekammer, von 1999 bis 2015 Delegierter auf dem Deutschen Ärztetag. 2014 gab Vogel seine Arztpraxis in Leipzig an Nachfolger, 2016 beendete er sein berufspolitisches Engagement.
2007 erhielt Vogel für seine Verdienste um die sächsische Ärzteschaft die Hermann-Eberhardt-Friedrich-Richter-Medaille, 2023 die Paracelsus-Medaille. Laut der Laudatio habe sich Vogel mit seinem „Einsatz und seiner vorbildlichen ärztlichen Haltung […] um die Förderung des Gesundheitswesens, den Berufsstand der deutschen Ärzteschaft sowie um das Gemeinwohl in der Bundesrepublik Deutschland“ verdient gemacht. Er sei „eine der prägenden Figuren des deutsch-deutschen Gesundheitswesens“ und habe „mit seiner verbindlichen und lösungsorientierten Art sowie seinem reichen Kenntnisschatz dazu beigetragen, dass das Verschmelzen der beiden Gesundheitssysteme weitgehend reibungs- und geräuschlos im laufenden Betrieb vonstattengehen konnte“.